# Дан Кийрън
Дан Кийрън (на английски: Dan Kieran) е британски хуморист, литературен критик и писател, автор на бестселъри в жанра пътепис.

## Биография и творчество
Дан Кийрън е роден на 10 юни 1975 г. във Великобритания.
В периода 2000-2010 работи като заместник редактор на двугодишното британско списание „The Idler“ (Безделник). Публикува статии в „Обзървър“, „Съндей Таймс“, „Дейли Телеграф“, „Таймс“ и „Гардиън“. Той е редактор, главен изпълнителен директор и съосновател на платформата за публикуване на „Unbound“.
Първата му книга „Crap Jobs: 100 Tales of Workplace Hell“ е публикувана през 2005 г.
Става много известен с книгата си „Изкуството да пътуваш бавно“, която става международен бестселър.

## Произведения
- Crap Jobs: 100 Tales of Workplace Hell (2005)
- The Idler Book of Crap Towns: The 50 Crap Worst Places to Live in the UK (2006) – със Сам Джордисън
- The Idler Book of Crap Towns II (2006)
- The „Idler“ Book of Crap Holidays (2005)
- How Very Interesting: Peter Cook's Universe and all that surrounds it (2006)
- The Myway Code (2006) – с Иън Винс
- I Fought the Law (2007)
- The Book Of Idle Pleasures (2008)
- Three Men In A Float (2008) – с Иън Винс
- Planes, Trains and Automobiles (2009)
- The Idle Traveller: The Art of Slow Travel (2012)
Изкуството да пътуваш бавно, изд.: Сиела, София (2014), прев. Камен Велчев